# Дем'янівка (Шосткинський район)
Дем'яні́вка — село в Україні, у Свеській селищній громаді Шосткинського району Сумської області. Населення становить 27 осіб. До 2020 орган місцевого самоврядування — Марчихинобудська сільська рада.
Після ліквідації Ямпільського району 19 липня 2020 року село увійшло до Шосткинського району.

## Географія
Село Дем'янівка розташоване на лівому березі річки Шиїнка, неподалік від її витоків, нижче за течією на відстані 3 км стоїть село Марчишина Буда. Завдальшки 1,5 км від села пролягяє кордон із Росією.

## Історія
16 березня 2024 року зафіксовано 4 вибухи з міномета 120 мм.
21 березня 2024 року з 11:05 до 11:25 зафіксовано 12 приходів, імовірно з міномета 120 мм, у районі села Дем'янівка Свеської громади.